# Henrietta Muir Edwards
Henrietta Louise Edwards (nacida Muir; 18 de diciembre de 1849 – 10 de noviembre de 1931) fue una política feminista, reformista y activista social canadiense.
Edwards fue una de «Las cinco famosas» (en inglés: The famous five), junto a Emily Murphy, Nellie McClung, Louise McKinney e Irene Parlby, célebres por haber luchado para que las mujeres fueran reconocidas como "personas" ante la ley, con el derecho aparejado de poder votar y presentarse a las elecciones generales y municipales.

## Biografía
Nació con el nombre de Henrietta Louise Muir en Montreal, en la provincia francófona de Quebec. Creció en el seno de una familia de clase media alta que valoraba la cultura y la religión. Participó activamente en varias organizaciones religiosas, muchas de las cuales la decepcionaron por defender valores tradicionales que excluían a las mujeres.

### Activismo
En 1875 fundó junto a su hermana Amélia la Asociación de Chicas Trabajadoras (WGO, por sus siglas en inglés) en Montreal, la cual proporcionaba alimentos, salas de lectura y cursos de formación. La WGO también publicaba un periódico, The Working Women of Canada (Las mujeres trabajadoras de Canadá), cuya difusión contribuyó a concientizar a la sociedad sobre las precarias condiciones laborales de las mujeres canadienses. El proyecto surgió por iniciativa propia y se financiaba con el dinero que ganaban como artistas.
En 1876 contrajo matrimonio con el doctor Oliver C. Edwards, con el que tuvo tres hijos. En 1883 la familia se trasladó a Indian Head, Territorios del Noroeste (actualmente Saskatchewan). Su marido trabajaba como médico del gobierno en las reservas indias. Desde allí, Edwards continuó luchando por los derechos de las mujeres.
En 1890, cuando su marido cayó enfermo, decidieron emprender rumbo a Ottawa. En la capital canadiense “se encargó de la causa de las mujeres reclusas y trabajó con la Dama de Aberdeen, filántropa escocesa y esposa del gobernador general, para fundar el Consejo Nacional de Mujeres de Canadá en 1893”. Fue su presidenta durante más de 35 años y se hizo cargo de las leyes que afectaban a mujeres y niños. Su experiencia en este campo legal le valió para ser nombrada presidenta del Consejo Provincial de Alberta. En 1897 volvería a unir fuerzas con la Dama de Aberdeen para fundar la Orden Victoriana de Enfermeras (VON).

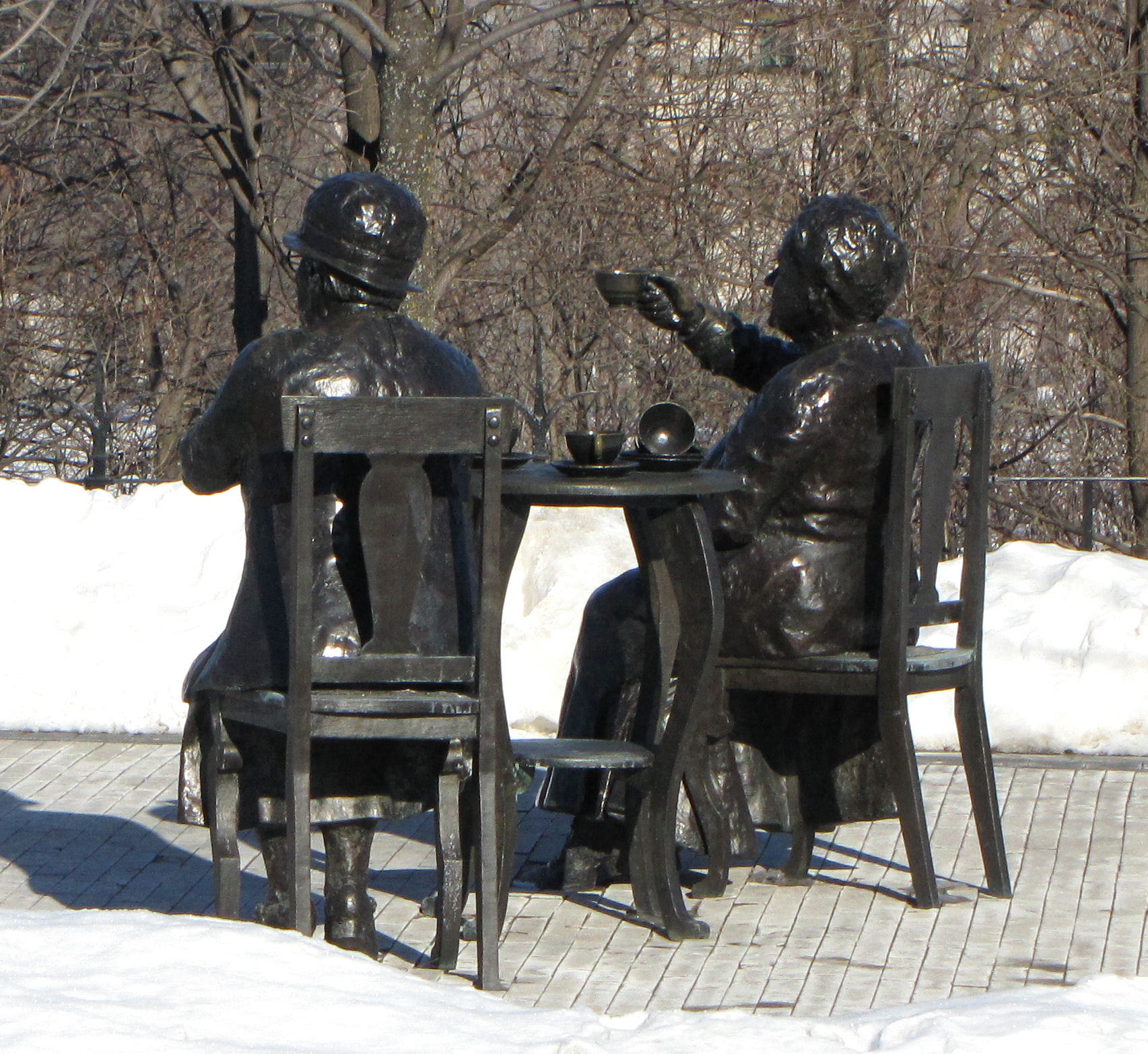
Estatua de «Las cinco famosas» con una taza de té, Parliament Hill, Ottawa.

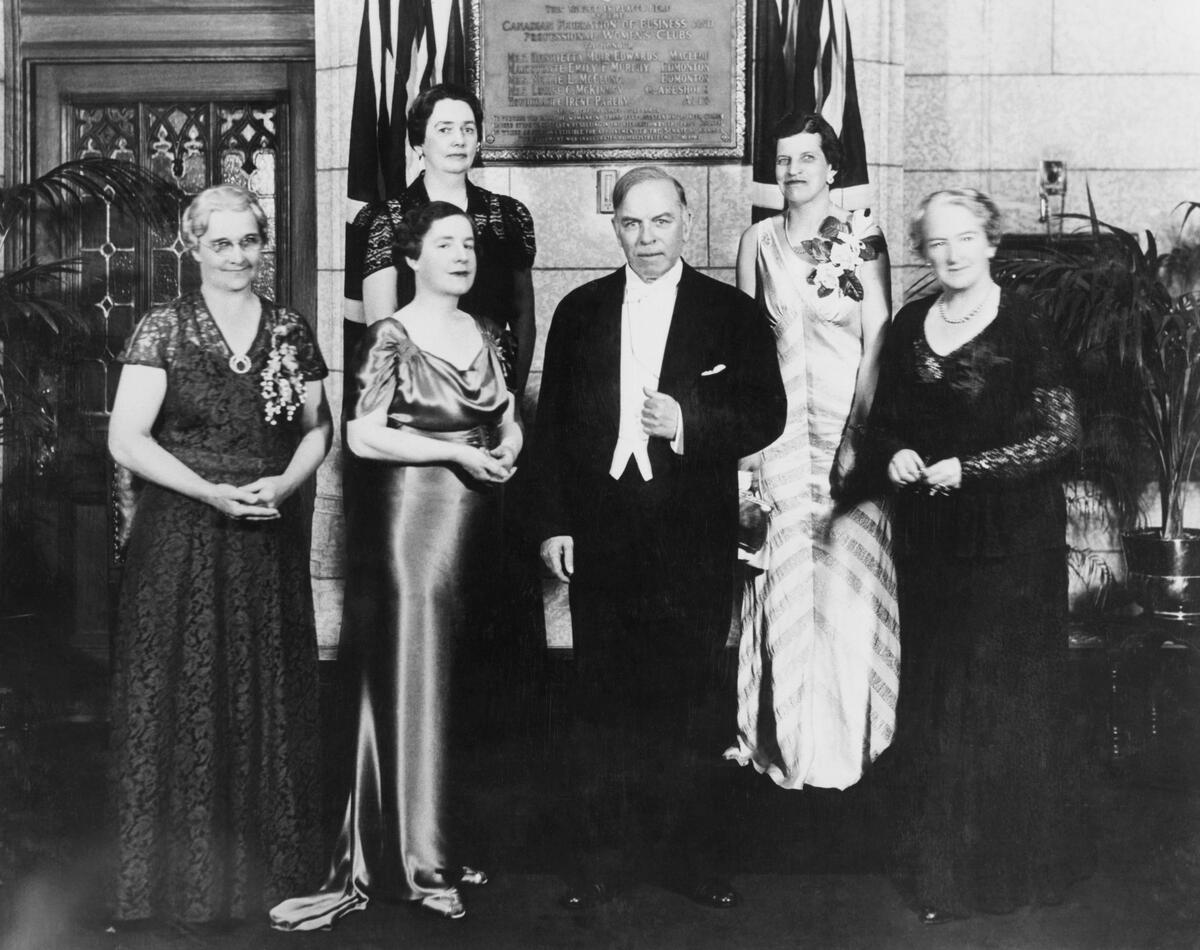
El primer ministro de Canadá William Lyon Mackenzie King junto a «Las cinco famosas» tras el fallo del Caso Personas.

En 1903 se mudaría junto a su familia a Fort MacLeod, Alberta, donde su esposo había conseguido trabajo como médico militar en la reserva indígena de los Kainai.
Durante los últimos años de la Primera Guerra Mundial, cuando los suministros eran escasos, el gobierno de Canadá postuló a varias personas para que formaran un consejo asesor con el fin de poner en marcha un plan de reajustes. Edwards formó parte de dicho comité, convirtiéndose así en la primera mujer canadiense en haber sido convocada por el gobierno para revisar la política de gasto público.

### Últimos años
Edwards escribió dos libros sobre mujeres y los problemas legales que pretendía resolver, Legal Status of Canadian Women (1908) y Legal Status of Women in Alberta (1921). Trabajó con Louise McKinney, Irene Parlby, Nellie McClung y Emily Murphy para “presionar al gobierno de Alberta para que reconociera la igualdad de derechos de hombres y mujeres en propiedad matrimonial y herencia.” La amistad que las unía las llevó a defender ante los tribunales el célebre «Caso Personas» a finales de los años 1920, cuya resolución dictaminó que las mujeres canadienses podían ser elegidas senadoras y, de forma general, ostentar los mismos derechos que los hombres en cargos políticos.
El gobierno federal le encargó, en calidad de artista, pintar una serie de platos para la exhibición canadiense en la Exposición Mundial Colombina de Chicago de 1893.
Falleció el 10 de noviembre de 1931 a los 81 años de edad. Sus restos recibieron sepultura en el cementerio municipal de Mount Pleasant en Edmonton, Alberta. En la escultura erigida en su memoria se lee "Dejad que sus propias palabras la alaben. Su deleite estaba en la ley del Señor". La fecha de defunción que consta en la placa es el 9 de noviembre de 1931. Sin embargo, en The Canadian Encyclopedia la fecha de deceso que aparece es el 10 de noviembre de 1931.

## Legado
En 1962, y a título póstumo, el gobierno de Canadá la nombró personaje de relevancia histórica nacional. En la oficina de correos de Fort MacLeod, Alberta, hay una placa conmemorativa. El célebre "Caso Personas" fue registrado como acontecimiento de relevancia histórica nacional en 1997. Asimismo, en octubre de 2009 el Senado de Canadá votó a favor de nombrar a Edwards y al resto de «Las cinco famosas» primeras senadoras honorarias del país.
En 2014 Edwards apareció en un Doodle de Google en conmemoración de los 165 años de su nacimiento. La ilustración es obra de la diseñadora canadiense Kate Beaton.